# Thomas Laudeley
Thomas Laudeley (* 18. November 1966 in Karl-Marx-Stadt) ist ein ehemaliger deutscher Fußballspieler.

## Sportliche Laufbahn

### Vereinskarriere
Thomas Laudeley begann das Fußballspielen mit sieben Jahren bei der Sportgemeinschaft in Adelsberg. Im Jahr 1975 wechselte Laudeley in den Nachwuchsbereich des FC Karl-Marx-Stadt, in dem auch sein Vater Jochen zu den Übungsleitern zählte. Bei den Himmelblauen konnte sich Laudeley bereits als Teenager in der Oberligamannschaft etablieren.
Höhepunkte auf Vereinsebene waren die Europapokalteilnahmen mit den Sachsen 1989/90 und 1990/91, bei denen Laudeley in sechs Partien zwei Tore erzielte. Laudeley bestritt für Chemnitz 111 DDR-Oberligaspiele sowie 184 Einsätze in der 2. Bundesliga (5 Tore). Seine Laufbahn beendete er beim VfB Chemnitz.

### Auswahleinsätze
Auf internationaler Ebene bestritt er 15 Länderspiele für die U-21 Nationalmannschaft der DDR. Die Nachwuchs-EM 1988 endete für das ostdeutsche Team um den FCK-Verteidiger in der Qualifikation.

## Berufliche Laufbahn
Bis zum 1. Quartal 2019 arbeitete er als Vereinsberater beim Sportbund Chemnitz, von dem er im März dieses Jahres nach einer öffentlichen Trauerbekundung für Thomas Haller, den verstorbenen Gründer der Neonazi-Hooligan-Gruppe HooNaRa, auf der Internetplattform Facebook freigestellt wurde.